# Zuo Zhuan
O Zuo Zhuan (chinês tradicional: 左傳Wade–Giles: Tso Chuan), frequentemente traduzido como A Tradição Zuo ou como O Comentário de Zuo, é uma antiga narrativa histórica chinesa, tradicionalmente considerada um comentário sobre os Anais de Primavera e Outono, uma crônica da China Antiga. A obra é composta por 30 capítulos que abrangem o período de 722 a 468 a.C., concentrando-se principalmente em assuntos políticos, diplomáticos e militares da época.
Durante vários séculos, o Zuo Zhuan foi o principal texto por meio do qual chineses letrados aprendiam sua história ancestral. A obra não se limita a explicar os termos dos Anais da Primavera e do Outono; ela expande seu contexto histórico com relatos ricos e vívidos da história e da cultura do período da Primavera e do Outono (771 – 476 a.C.). O Zuo Zhuan é a fonte de mais ditados e expressões idiomáticas chinesas do que qualquer outra obra clássica, e seu estilo conciso e fluente serviu como um modelo de elegância do chinês clássico. Sua preferência pela narrativa em terceira pessoa e pela caracterização das personagens por meio de diálogos tornou-se uma marca registrada do texto narrativo chinês. Seu estilo foi imitado por historiadores, mestres de prosa e contadores de histórias ao longo de mais de dois mil anos de história chinesa. 
O Zuo Zhuan tem a reputação de ser "uma obra-prima da grande narrativa histórica", mas sua origem textual permanece em grande parte desconhecida, e a natureza de sua composição e autoria originais tem sido amplamente debatida. Tradicionalmente, o "Zuo" no título era identificado como Zuo Qiuming — uma figura obscura do século V a.C., descrita como um discípulo cego de Confúcio —, mas há poucas evidência concretas que sustentem essa associação. 
Atualmente, a maioria dos estudiosos acredita que o Zuo Zhuan foi originalmente uma obra independente, composta durante o século IV a.C., sendo mais tarde reorganizada como um comentário aos Anais de Primavera e Outono.

## História textual

### Criação
Apesar de seu status consagrado como obra de referência para a prosa chinesa clássica, pouco se sabe sobre a criação e a origem do Zuo Zhuan. Manuscritos em bambu e seda, desenterrados de tumbas do final do período dos Reinos Combatentes (por volta de 300 a.C.), combinados com análises de sua linguagem, dicção, referências cronológicas e pontos de vista filosóficos, sugerem que a composição do Zuo Zhuan estava praticamente concluída em meados de 300 a.C.
No entanto, nenhuma fonte anterior à Dinastia Han (202 a.C - 220 d.C) indica que o Zuo Zhuan havia sido então organizado de forma coerente ou o menciona diretamente como fonte, embora algumas se refiram à sua obra-mãe, Anais de Primavera e Outono. Também parece que, nesse período, o Zuo Zhuan não tinha um título próprio, podendo ter sido simplesmente chamado de “Anais” (Chunqiu), juntamente com outros textos similares.
No século III d.C., o estudioso chinês Du Yu intercalou o Zuo Zhuan com os Anais de Primavera e Outono, organizando-os de modo que cada entrada dos Anais fosse seguida pela narrativa correspondente do Zuo Zhuan. Esse arranjo tornou-se o formato consagrado da obra como a conhecemos hoje. Alguns estudiosos modernos acreditam que o Zuo Zhuan foi originalmente uma obra independente, composta durante a segunda metade do século IV a.C. — embora provavelmente incorporando material mais antigo — e que mais tarde foi reorganizada como comentário aos Anais.

### Autoria
Os Registros do Historiador, do século I a.C., de Sima Qian — a primeira das 24 histórias dinásticas da China — referem-se ao Zuo Zhuan como Zuǒshì Chūnqiū (左氏春秋; "Anais da Primavera e do Outono do Mestre Zuo") e o atribuem a um homem chamado Zuo Qiuming (ou possivelmente Zuoqiu Ming). De acordo com Sima Quian, após a morte de Confúcio, seus discípulos começaram a interpretar os Anais de Primavera e Outono de forma divergente, e então Zuo teria compilado os registros originais para criar o Zuo Zhuan, com o objetivo de “preservar os verdadeiros ensinamentos”. O Zuo Qiuming mencionado por Sima Qian era tradicionalmente identificado com o mesmo Zuo Qiuming que aparece brevemente nos Analectos de Confúcio, onde é elogiado por Confúcio por seu julgamento moral. 
Fora essa breve menção, nada se sabe concretamente sobre a vida ou identidade do Zuo Qiuming mencionado nos Analectos, nem sobre qual seria sua possível conexão com o Zuo Zhuan. A suposição tradicional de que o “Mestre Zuo” do título seria esse mesmo Zuo Qiuming não se baseia em evidências concretas e tem sido questionada por diversos estudiosos desde o século VIII. Alguns estudiosos modernos observam que, mesmo se o Zuo Qiuming dos Analectos seja o autor referido no título do Zuo Zhuan, essa atribuição é problemática, pois a obra descreve eventos do final do período das Primaveras e Outonos (aproximadamente 771 – 476 a.C.) que Zuo não poderia ter presenciado.

Alternativamente, vários estudiosos, a partir do século XVIII, sugeriram que o Zuo Zhuan teria sido obra de Wu Qi, um líder militar do estado de Wei e que, segundo o Han Feizi, era natural de um lugar chamado Zǔoshì (左氏).  Em 1792, o estudioso Yao Nai escreveu: "O [ Zuo Zhuan ] não foi a obra de um único autor. Houve acréscimos e complementações sucessivas, sendo especialmente numerosas as contribuições de Wu Qi e seus seguidores".

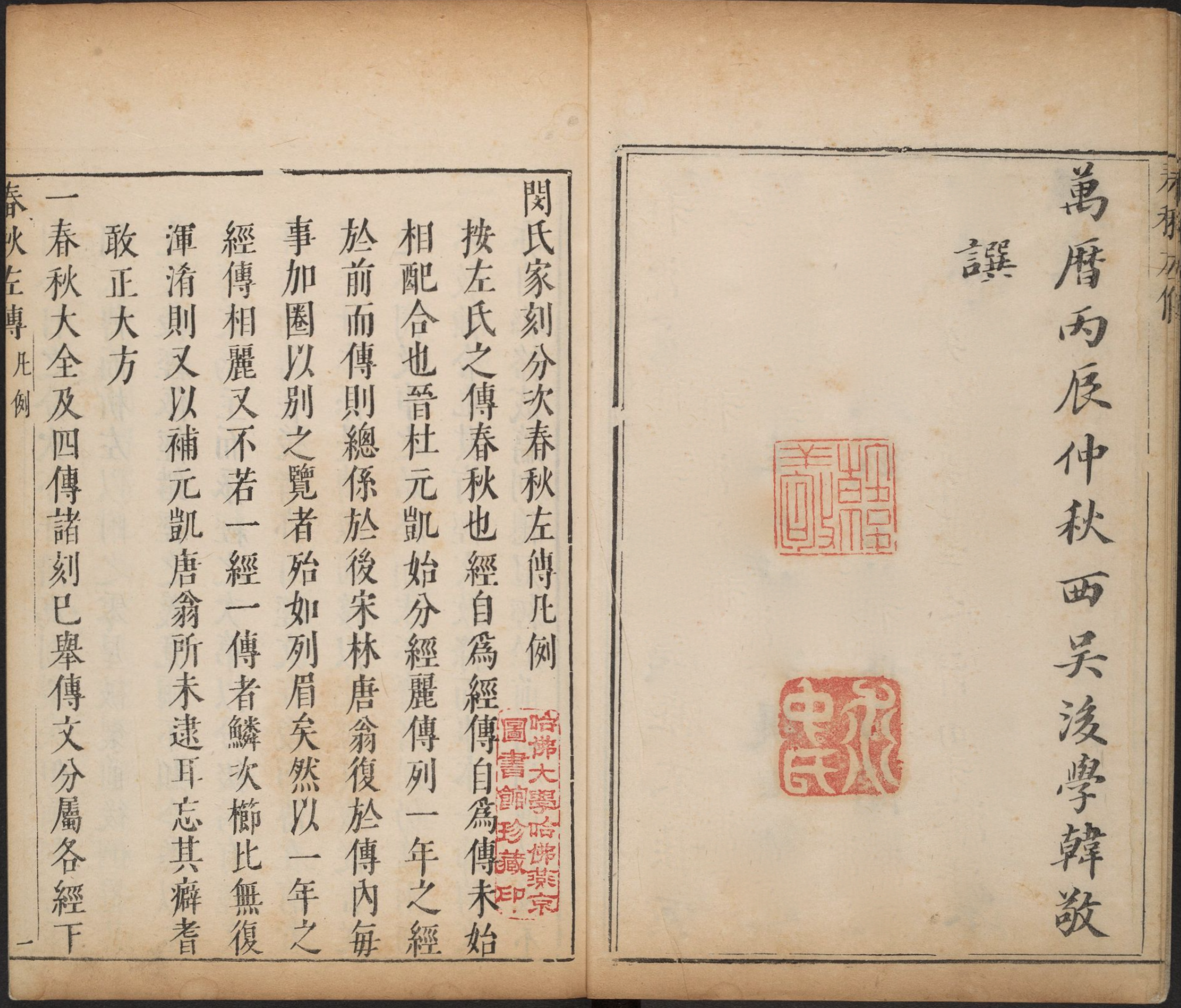
Edição da era Ming do Zuo Zhuan impressa em 1616, editada por Min Qiji (閔齊伋; n. 1580). A introdução (à esquerda) observa que os Anais e Zuo Zhuan "não foram originalmente organizados juntos" (未始相配合也; wèi shǐ xiāng péi hé yě).

### Status do comentário
No início do século XIX, o estudioso chinês Liu Fenglu (劉逢祿; 1776 – 1829) iniciou uma prolongada controvérsia ao argumentar, com base em certas discrepâncias entre o Zuo Zhuan e os Anais de Primavera e Outono, que o primeiro não teria sido originalmente concebido como um comentário ao livro de Confúcio.
A teoria de Liu foi levada mais adiante por Kang Youwei, proeminente intelectual e reformador, que argumentou que Liu Xin não havia realmente descoberto a versão em "escrita antiga" do Zuo Zhuan nos arquivos imperiais, como os registros históricos descrevem, mas a teria forjado como um comentário aos Anais. Segundo Kang, Liu Xin — que, junto com seu pai Liu Xiang, foi um dos primeiros a acessar documentos raros da dinastia Han — teria transformado os Guoyu (Discursos dos Estados) em uma narrativa cronológica para fazer parecer que o texto comentava os Anais, buscando legitimar as políticas de seu mestre, o usurpador Wang Mang.
A teoria de Kang Youwei encontrou apoio entre vários estudiosos chineses do final do século XIX, mas foi refutada por estudos no século XX, que abordaram a questão por múltiplas perspectivas. No início da década de 1930, o sinólogo francês Henri Maspero conduziu um estudo textual minucioso e concluiu que a teoria da falsificação na dinastia Han era insustentável.
O sinólogo sueco Bernhard Karlgren concluiu, com base numa série de análises linguísticas e filológicas realizadas na década de 1920, que o Zuo Zhuan é um texto antigo genuíno "provavelmente datado entre 468 e 300 a.C.". Embora a hipótese de Liu — de que o Zuo Zhuan originalmente não fosse um comentário — tenha sido amplamente aceita, a teoria da falsificação por Liu Xin, proposta por Kang, é hoje considerada desacreditada.

### Manuscritos
Os manuscritos mais antigos do Zuo Zhuan que sobreviveram até a atualidade são seis fragmentos que foram descobertos entre os manuscritos de Dunhuang no início do século XX pelo sinólogo francês Paul Pelliot e estão guardados na Biblioteca Nacional da França. Quatro deles datam do período das Seis Dinastias (séculos III a VI), enquanto os outros dois remontam ao início da dinastia Tang (século VII). Já o manuscrito completo mais antigo conhecido do Zuo Zhuan é o "antigo pergaminho manuscrito" preservado no Museu Kanazawa Bunko em Yokohama, Japão.

## Conteúdo e estilo

### Conteúdo
O Zuo Zhuan narra os principais eventos políticos, militares e sociais do período das Primaveras e Outonos da perspectiva do Estado de Lu. O livro é famoso “pelo seu poder dramático e detalhes realistas”. Apresenta uma variedade de episódios tensos e dramáticos: batalhas e confrontos, assassinatos de governantes e de concubinas, enganos e conspirações, abusos de poder, opressão popular e revoltas, além de aparições fantasmagóricas e presságios cósmicos.
Cada capítulo do Zuo Zhuan inicia-se com a entrada correspondente nos Anais de Primavera e Outono (Chunqiu), geralmente concisa e breve, seguida pela narrativa do Zuo Zhuan referente àquela entrada, com descrições longas e detalhadas. A rigorosa adesão à cronologia dos Anais faz com que episódios interligados e trajetórias individuais apareçam fragmentados por eventos de anos intermediários. A entrada a seguir, embora atipicamente curta, exemplifica o formato geral das seções do Zuo Zhuan:
Anais de Primaveras e Outonos
No 31º ano, na primavera, um terraço foi construído em Lang. No verão do quarto mês, o Conde de Xue faleceu. Um terraço foi construído em Xue. No sexto mês, o príncipe de Qi veio apresentar os espólios de Rong. No outono, foi erguido um terraço em Qin. No inverno, não choveu."
Zuo Zhuan
No 31º ano, no verão, no sexto mês, o príncipe de Qui veio aqui para apresentar os espólios de Rong: isso contrariava os ritos. Sempre que os príncipes obtêm alguma vitória contra os Yi [bárbaros ou estrangeiros] das quatro direções, devem apresentar os espólios ao rei, para que o rei advirta os Yi. Nos domínios centrais, não se faz assim. Os príncipes não trocam prisioneiros entre si.
— 31º ano do Lorde Zhuang (663 a.C.) (Tradução baseada em Durrant, Li, Schaberg)

### Capítulos do livro
| Texto (em chinês) | Governante do estado de Lu  | Duração | Período de cobertura |
| ----------------- | --------------------------- | ------- | -------------------- |
| 隱公              | Duque Yin de Lu (魯隱公)    | 11      | 722 – 712 a.C        |
| 桓公              | Duque Huan de Lu (魯桓公)   | 18      | 711 – 694 a.C        |
| 莊公              | Duque Zhuang de Lu (魯莊公) | 32      | 693 – 662 a.C        |
| 閔公              | Duque Min de Lu (魯閔公)    | 2       | 661 – 660 a.C        |
| 僖公              | Duque Xi de Lu (魯僖公)     | 33      | 659 – 627 a.C        |
| 文公              | Duque Wen de Lu (魯文公)    | 18      | 626 – 609 a.C        |
| 宣公              | Duque Xuan de Lu (魯宣公)   | 18      | 608 – 591 a.C        |
| 成公              | Duque Cheng de Lu (魯成公)  | 18      | 590 – 573 a.C        |
| 襄公              | Duque Xiang de Lu (魯襄公)  | 31      | 572 – 542 a.C        |
| 昭公              | Duque Zhao de Lu (魯昭公)   | 32      | 541 – 510 a.C        |
| 定公              | Duque Ding de Lu (魯定公)   | 15      | 509 – 495 a.C        |
| 哀公              | Duque Ai de Lu (魯哀公)     | 27      | 494 – 468 a.C        |

### Estilo
As narrativas de Zuo Zhuan destacam-se por serem concisas e sucintas, qualidades que foram amplamente imitadas ao longo da história literária chinesa. Em geral, concentram-se em discursos que ilustram valores éticos ou em anedotas moralmente elucidativas. Suas narrativas são caracterizadas pelo uso de parataxe, onde as cláusulas são justapostas com pouca indicação verbal de suas relações causais entre si. Por outro lado, as falas e os discursos registrados no Zuo Zhuan são frequentemente vívidos, ornamentados e verbalmente complexos.

## Temáticas
O Zuo Zhuan desenvolve como tema central, que as pessoas arrogantes, más e estúpidas geralmente conduzem a si mesmas ao desastre, enquanto aquelas que são boas, sábias e humildes geralmente encontram a justa recompensa. O princípio confucionista de “propriedade ritual” (禮; lǐ ) é tido como o guia de todas as ações, incluindo a guerra, e trazendo consequências ruins se transgredido. No entanto, a obra não apresenta o lǐ como garantia de vitória, apresentando muitos exemplos de individuos bons e inocentes sofrendo violência sem sentido/injusta. Grande parte do status de Zuo Zhuan como uma obra-prima decorre de seu "retrato implacavelmente realista de uma era turbulenta marcada pela violência, conflitos políticos, intrigas e decadência moral".
As narrativas do Zuo Zhuan são altamente didáticas e são apresentadas de uma maneira a ensinar e ilustrar princípios morais. O sinólogo alemão Martin Kern observou: "Em vez de oferecer julgamentos autorais ou hermenêutica catequética, o Zuo Zhuan deixa que suas lições morais se desdobrem dentro da própria narrativa, ensinando ao mesmo tempo história e julgamento histórico." Diferentemente das Histórias de Heródoto ou da História da Guerra do Peloponeso de Tucídides, com as quais é aproximadamente contemporâneo, a narração do Zuo Zhuan sempre permanece na terceira pessoa e se apresenta como um registrador imparcial de fatos.

### Batalhas
Várias das seções mais famosas do Zuo Zhuan são aquelas que tratam de batalhas históricas decisivas, como a Batalha de Chengpu e a Batalha de Bi .
A Batalha de Chengpu, a primeira das grandes batalhas de Zuo Zhuan, ocorreu no verão de 632 a.C. em Chengpu (hoje Condado de Juancheng, Província de Shandong) no Estado de Wey. De um lado estavam as tropas do poderoso Estado de Chu, provenientes do então distante sul da China, comandadas pelo primeiro ministro de Chu, Cheng Dechen. Em oposição, enfrentavam-nos os exércitos do Estado de Jin, liderados por Chong'er, Duque de Jin, uma das figuras mais proeminentes e conhecidas do Zuo Zhuan. Chu sofreu uma derrota desastrosa na própria batalha, e isso resultou na nomeação de Chong'er como hegemônico (霸; bà ) dos vários estados.

No dia jisi, o exército de Jin posicionou-se ao norte de Shen. Xu Chen, comandante do exército inferior, preparou-se para enfrentar as tropas de Chen e Cai.
No lado de Chu, Dechen, comandando os 600 homens do clã Ruo'ao, liderava o exército central. "Hoje, tenham certeza, Jin será aniquilado!", declarou. Dou Yishen assumia o comando da ala esquerda do exército de Chu, e Dou Bo dirigia a ala direita.
Xu Chen cobriu seus cavalos com peles de tigre e liderou o ataque, investindo diretamente contra as tropas de Chen e Cai. Os soldados de Chen e Cai fugiram, e assim a ala direita do exército de Chu foi desintegrada
Hu Mao, comandante do exército superior de Jin, ergueu dois estandartes e iniciou uma retirada estratégica, enquanto Luan Zhi, comandante do exército inferior, ordenou que seus homens arrastassem galhos pelo chão, simulando a poeira de uma debandada geral. As forças de Chu, acreditando na retirada, perseguiram-nos impetuosamente — momento em que Yuan Chen e Xi Chen, à frente das tropas de elite do duque (o núcleo central do exército), lançaram-se sobre eles em um ataque flanqueante. Hu Mao e Hu Yan, comandando o exército superior, viraram-se e atacaram Dou Yishen pelos flancos, desintegrando assim a ala esquerda do exercito de Chu.
Assim, o exército de Chu sofreu uma retumbante derrota. Apenas Dechen, que havia mantido suas tropas em reserva e não perseguiu o inimigo, conseguiu evitar o desastre.

— de Zuo Zhuan, 28º ano do Duque Xi (632 a.C.) (Tradução baseada em Burton Watson)
A narrativa da Batalha de Chengpu é típica das narrativas de batalha de Zuo Zhuan. A descrição da batalha em si é relativamente breve, privilegiando o relato dos preparativos, presságios e prognósticos sobre seu resultado, a divisão dos despojos e as mudanças e deserções dos vários estados aliados envolvidos no conflito. Este estilo “oficial [e] contido”,que tornou-se típico da escrita histórica chinesa, reflete à antiga crença chinesa de que a propriedade ritual e a preparação estratégica, antes da bravura individual eram mais importantes para determinar o resultado das batalhas.

### Crises sucessórias
Várias das passagens mais notáveis do Zuo Zhuan descrevem crises sucessórias, que parecem ter sido bem comuns na China durante o período da Primavera e do Outono. Essas crises frequentemente envolviam os "interesses entrelaçados" dos vários governantes, descritas de uma forma tão dramática e vívida que oferecem um vislumbre sobre a vida da elite aristocrática chinesa em meados do primeiro milénio a.C.
A história mais famosa dessas é a do Duque Zhuang de Zheng, que governou o Estado de Zheng de 743 a 701 a.C. O duque Zhuang nasceu "de uma maneira que assustou" sua mãe (provavelmente parto pélvico ), que a levou posteriormente a convencer o marido a nomear o irmão mais novo de Zhuang como herdeiro ao trono em vez dele. A história termina com a eventual reconciliação entre mãe e filho, exemplificando assim as virtudes tradicionais chinesas de ambos  礼; lǐ; "propriedade ritual" e 孝; xiào; "piedade filial" que a tornou consistentemente popular entre os leitores chineses ao longo dos séculos.

### Vereditos morais
Muitas anedotas de Zuo Zhuan concluem-se em breves comentários morais ou vereditos que são atribuídos a Confúcio ou a um 君子; jūnzi; termo que pode ser traduzido como 'nobre', 'cavalheiro', 'príncipe' ou 'sábio'. O capítulo sobre a Batalha de Chengpu contém o seguinte comentário final:

O homem superior declara: 'Esta aliança honrou a boa-fé. Nesta campanha, o governante de Jin [Chong'er] soube atacar através do poder da virtude.
—  28º ano do Duque Xi (632 a.C.) (tradução baseada em Watson)
Estes posfácios, que foram acrescentados mais tarde por estudiosos confucionistas, são dirigidos àqueles que estão no poder, lembrando-os dos "precedentes históricos e das consequências inevitáveis das suas próprias acções". Falam por meio de antigos ministros, conselheiros, "velhos" e outras figuras anónimas para lembrar os governantes das lições históricas e morais, sugerindo que os governantes que ouvem os seus conselhos terão sucesso, enquanto aqueles que não o fizerem falharão.

### Destino
Várias passagens do Zuo Zhuan demonstram o conceito tradicional chinês de 命(mìng) — referindo-se tanto à missão de vida de um indivíduo quanto ao tempo de vida que lhe foi destinado — e buscam ilustrar como governantes benevolentes devem aceitar o "destino" de forma humilde, como na história do Duque Wen que transferiu a capital do Estado de Zhu em 614 a.C. 

O Duque Wen de Zhu realizou uma adivinhação por casco de tartaruga para determinar se deveria transferir sua capital para a cidade de Yi. O historiador encarregado do ritual respondeu: "A mudança beneficiará o povo, mas não seu governante." O soberano de Zhu declarou: "Se beneficia o povo, beneficia-me a mim. O Céu gerou o povo e estabeleceu um governante justamente para beneficiá-lo. Se o povo obtém vantagem, certamente eu também participarei dela".
Os conselheiros do governante disseram: "Se a advertência da divinação pode prolongar seu destino, por que não segui-la?" O soberano respondeu: "Meu destino está em nutrir o povo. Se a morte chegar cedo ou tarde, é apenas questão de tempo. Se o povo for beneficiado, nada poderia ser mais auspicioso do que mover a capital."
No fim, ele moveu a capital para Yi. No 5º mês o Duque Wen de Zhu faleceu.
O nobre ressalta: Ele entendeu o significado de destino
—  13º ano do Duque Wen (614 a.C.) (tradução baseada em Watson)

## Influência
O Zuo Zhuan foi reconhecido como uma obra-prima da prosa chinesa antiga e da "grande narrativa histórica" durante muitos séculos. Teve uma influência imensa na literatura e historiografia chinesas durante quase 2000 anos. Na maior parte da história chinesa, foi o principal veículo de compreensão da antiguidade chinesa  Devido à sua grande qualidade literária, recebeu um alto status e estima ao longo da história chinesa e foi frequentemente lido e memorizado devido ao seu papel como comentário preeminente sobre os Anais, que quase todos os estudiosos chineses tradicionalmente atribuíram a Confúcio.
Muitos estudiosos chineses acreditavam que as entradas concisas e sucintas dos Anais continham referências enigmáticas aos "profundos julgamentos morais de Confúcio sobre os eventos do passado, bem como os da sua época e sobre a relação dos eventos humanos com os da ordem natural", e que o Zuo Zhuan foi escrito para esclarecer ou mesmo "decodificar" esses julgamentos ocultos.
O Zuo Zhuan tem sido considerado um modelo de prosa clássica chinesa correta e sofisticada desde a dinastia Han (206 a.C. - 220 d.C.) até os dias atuais. A grande influência do Zuo Zhuan na língua chinesa é evidente pelo fato de ser a fonte de mais chengyu (um tipo de expressão idiomática tradicional traduzida como 'frase definida') do que qualquer outra obra, incluindo os Analectos de Confúcio .
A conhecida antologia estudantil da dinastia Qing, Guwen Guanzhi, incluiu 34 passagens do Zuo Zhuan como modelos da prosa chinesa clássica, mais do que qualquer outra fonte. Essas passagens ainda fazem parte do currículo de chinês clássico na China continental e em Taiwan hoje.
O período de 400 anos coberto pelo Zuo Zhuan é agora conhecido como o período da Primavera e do Outono, após os Anais da Primavera e do Outono, com a obra, sendo a fonte mais importante para o período. Esta era foi altamente significativa na história chinesa e viu um grande desenvolvimento, complexificação e especialização governamental que precederam a unificação imperial da China em 221 a.C. pelo Primeiro Imperador de Qin. Os últimos anos deste período também testemunharam o aparecimento de Confúcio, que mais tarde tornaria-se a figura preeminente na história cultural chinesa. O Zuo Zhuan é uma das únicas fontes escritas sobreviventes sobre a história do período da Primavera e do Outono, e é extremamente valioso como uma rica fonte de informação sobre a sociedade em que Confúcio e os seus discípulos viveram, a partir da qual desenvolveu-se a escola de pensamento confucionista. Foi canonizado como um dos clássicos chineses no século I d.C. e, até os tempos modernos, foi um dos pilares da educação tradicional para homens na China e em outras terras da Sinosfera, como Japão e Coreia.

## Traduções
- (em inglês) James Legge (1872), The Ch'un Ts'ew, with the Tso Chuen, The Chinese Classics V, London: Trübner, Part 1 (books 1–8), Part 2 (books 9–12).  Revised edition (1893), London: Oxford University Press.
- (em francês) Séraphin Couvreur (1914), Tch'ouen Ts'iou et Tso Tchouan, La Chronique de la Principauté de Lou [Chunqiu and Zuo Zhuan, Chronicle of the State of Lu], Ho Kien Fou: Mission Catholique.
- (em japonês) Teruo Takeuchi 竹内照夫 (1974–75).  Shunjū Sashiden 春秋左氏伝 [Chunqiu Zuoshi zhuan]. Zenshaku kanbun taikei 全釈漢文体系 [Fully Interpreted Chinese Literature Series] 4–6.  Tokyo: Shūeisha.
- (em inglês) Burton Watson (1989). The Tso chuan: Selections from China's Oldest Narrative History. New York: Columbia University Press. Reimpresso (1992).
- (em inglês) Hu Zhihui胡志挥; Chen Kejiong (1996). Zuo zhuan 左传. Changsha: Hunan renmin chubanshe.
- (em inglês) Stephen Durrant; Li Wai-yee; David Schaberg, trad. (2016), Zuo Tradition (Zuozhuan), Seattle: University of Washington Press.